# Cadéac
Cadéac é uma comuna francesa na região administrativa de Occitânia, no departamento dos Altos Pirenéus. Estende-se por uma área de 6,15 km², Em 2010 a comuna tinha 305 habitantes (densidade: 49,6 hab./km²)..